# Portret van Francesco d'Este
Portret van Francesco d'Este is een olieverfschilderij van Rogier van der Weyden uit circa 1460.

## Identificatie
Roger Fry beschreef het schilderij in 1911 als een portret van Lionello d'Este, de markies van Ferrara, dat Rogier van der Weyden tijdens zijn verblijf in Italië in 1450 zou hebben geschilderd, maar in 1940 werd door Ernst Kantorowicz overtuigend aangetoond dat het schilderij Francesco d'Este, Lionello's onwettige zoon, voorstelt.
De identificatie is vooral gebaseerd op het wapen dat op de achterzijde afgebeeld. Hier is het wapen van Lionello gecombineerd met een Franse spreuk en de naam Francisque – een aanwijzing dat het schilderij niet in Italië is geschilderd, maar in de Bourgondische Nederlanden, waar Francesco in 1444 naartoe was gestuurd. Francesco gebruikte het wapen van zijn vader, dat herkenbaar is aan de geblinddoekte lynx – een woordspeling op de naam van Lionello ("kleine leeuw"), wiens motto Quae vides non vide ("Sluit je ogen voor wat je ziet") luidde. Het Franstalige opschrift werd aanvankelijk gelezen als Voir tout ("Alles zien") als een speelse variatie hierop, maar het is waarschijnlijker dat er Votre tout ("Geheel de uwe") staat, wat suggereert dat Francesco het portret cadeau heeft gedaan aan een vriend of iemand aan het Bourgondische hof. De letters m en e staan voor marchio estensis, de titel van zijn vader die hij aan het Bourgondische hof mocht voeren.
Francesco was jarenlang in dienst van de Bourgondische hertog, eerst Filips de Goede en daarna Karel de Stoute. De hamer die hij in zijn hand houdt, is een symbolisch attribuut van macht. De hamer kan te maken hebben met een van zijn functies die hij aan het Bourgondische hof bekleedde, of verband houden met ceremonies en rituelen bij toernooien, waarbij de ring een prijs was. De later toegevoegde tekst non plus / courcelles ("Niet meer / Courcelles"), linksboven op de achterzijde, is raadselachtig, maar is mogelijk een toespeling op zijn overlijden. Als dat klopt is hij gesneuveld in 1476 tijdens de Slag bij Grandson, die niet ver van het Zwitserse dorp Corcelles aan het Meer van Neuchâtel plaatsvond. In elk geval wordt hij na 1475 niet meer in de bronnen vermeld.

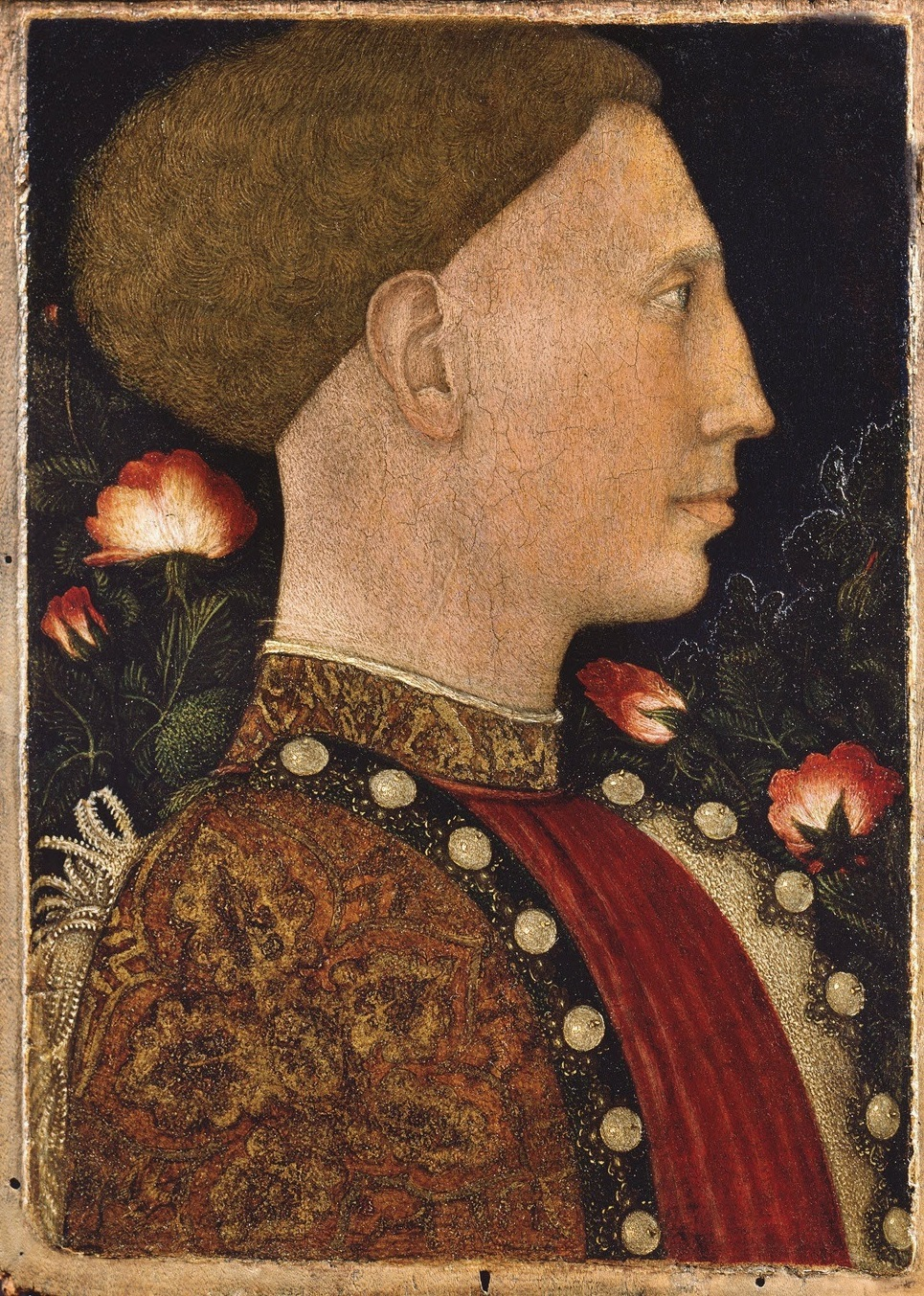
Het portret van Francesco's vader, Lionello d'Este, uit circa 1441 door Pisanello